# کلارا استپانیانس
کلارا استپانیانس تبریزی (زاده: ۲۵ بهمن ۱۳۰۷، بندرانزلی – درگذشت: ۲۲ تیر ۱۳۹۴، اصفهان)، هنرپیشه تأتر است. او از اعضاء گروه تئاتر اصفهان به سرپرستی ناصر فرهمند و گروه هنری ارحام به سرپرستی رضا ارحام صدر بود و در کنار هنرمندانی همچون: رضا ارحام صدر، نصرت‌الله وحدت، مرتضی دخانی، مهدی ممیزان، فضل الله ممیزان، علی محمد رجائی، شهلا ریاحی و بسیاری دیگر فعالیت بازیگری داشت.

## زندگانی
وی متولد بندرانزلی بود که در سال‌های نوجوانی به همراه خانواده به تهران مهاجرت کرد و به جمع هنرجویان هنرستان تئاتر عبدالحسین نوشین پیوست که از هم‌دوره‌ای‌های ایشان می‌توان اساتیدی چون مصطفی اسکوئی، غلامحسین نقشینه، نصرت کریمی، مهین اسکوئی، جمیله شیخی و… را نام برد. وی در حین تحصیل و پس از اتمام آن، به همراه گروه به اجرای تئاتر در تهران و همچنین در شهرهای همدان، اصفهان، آبادان و… پرداخت با رونق و آوازه تئاتر اصفهان در نهایت در سال ۱۳۲۹ پس از ازدواج با مرتضی دخانی (که وی نیز از پایه‌گذاران تئاتر اصفهان و یاران ناصر فرهمند بود) مقیم اصفهان شد و تا پایان عمر در این شهر باقی ماند. در این سالها وی و همسرش به فعالیت در گروه تئاتر اصفهان به مدیریت ناصر فرهمند پرداختند که از نمایشهای شاخص این دوره می‌توان به اجرای نمایش بینوایان اثرویکتور هوگو در نقش فانتین، اتللو اثر شکسپیر در نقش امیلیا، نفت نوشته مهدی ممیزان و به کارگردانی و بازیگری فرهمند، تخت جمشید در آتش در نقش تائیس اشاره کرد. لازم است ذکر شود که هرچند نمایشهای طنز نیز از جمله کارهای این گروه و دوره بود لیکن بیشتر نقشها و کارهای اجرا شده در این دوره در ژانر درام می‌بود.
وی از سال‌های میانی دههٔ چهل و با شکل‌گیری گروه هنری ارحام به این گروه تحت مدیریت رضا ارحام صدر ملحق شد و از این زمان بود که بیشتر نمایش‌های اجرا شده جنبه کمدی و طنز با محوریت ارحام صدر به خود گرفت.
از نمایش‌های شاخص این دوره می‌توان به وادنگ، مست، دیوانه و من می‌خوام اشاره کرد که آخرین بازی وی، پیش از انقلاب، در آخرین تئاتر گروه ارحام به نام «شبی از هزار و یک شب» بود.
کلارا در سال‌های پیش از انقلاب همچنین در فیلم‌های سینمایی نظیر یک اصفهانی در نیویورک ۱۳۵۱ و طغرل ۱۳۵۱ و سریال‌هایی چون خانواده حاج لطف‌الله ۱۳۵۲ ایفای نقش نمود.
با وقوع انقلاب و تعطیل شدن فعالیتهای تئاتر، کلارا تا سال‌ها فعالیتی نداشت و تنها فعالیت وی در دهه ۱۳۶۰ بازی در فیلم سینمایی جعفر خان از فرنگ برگشته به کارگردانی و نویسندگی علی حاتمی محصول سال ۱۳۶۶ بود تا آنکه در سالهای ۱۳۷۲ تا ۱۳۷۴ ارحام صدر شروع به اجرای تئاتر در کشورهای حاشیه خلیج فارس، اروپا، آمریکا، کانادا و استرالیا کرد که در این زمان، دوباره کلارا به همراه سایر اعضای قدیمی گروه نظیر مهدی ممیزان، ایرج صالحی، منصور جهانشاه، هوشنگ بصیری و شهریار دخانی (فرزند کلارا که وی نیز از نوجوانی عضوی از گروه ارحام بود) به گروه هنری ارحام ملحق شدند.

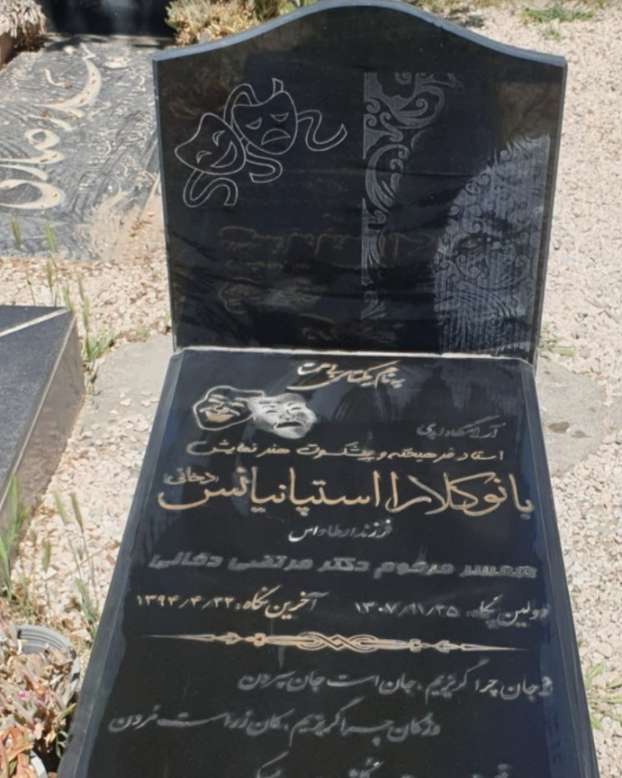
مزار کلارا استپانیانس در قطعه نام آوران باغ رضوان اصفهان

واپسین حضور ایشان در صحنه تئاتر، در سال ۱۳۷۷ بود که ایشان در دوره کوتاهی در تئاتر سلام تئاتر به ایفای نقش پرداخت و این آخرین حضورش در میدان هنر بود.

## درگذشت و آرامگاه
کلارا استپانیانس پس از چند سال درگیری با بیماری قلبی و آلزایمر، در ۲۲ تیر سال ۱۳۹۴ خورشیدی درگذشت. او در آرامستان باغ رضوان اصفهان، (قطعه نام آوران، بوستان: 1، ردیف: 5، شماره: 39) به خاک سپرده شد.

## گزیدهٔ کارنامهٔ هنری در تئاتر
با گروه تئاتر اصفهان به سرپرستی ناصر فرهمند
نفت
بینوایان
اتللو
تاجر ونیزی
تخت جمشید در آتش
با «گروه هنری ارحام» به سرپرستی رضا ارحام صدر
مست
من می‌خوام
دیوانه
وادنگ
کورش کبیر
خواستگاری
تازه به دوران رسیده‌ها

## گزیدهٔ کارنامهٔ هنری سینما
- ۱۳۶۶ - جعفرخان از فرنگ برگشته - علی حاتمی
- ۱۳۵۱ - یک اصفهانی در نیویورک - ماشاءالله ناظریان
- ۱۳۵۱ - طغرل (فیلم) - سیامک یاسمی